# Coelura dissocia
Coelura dissocia är en fjärilsart som beskrevs av W. Warren 1905. Coelura dissocia ingår i släktet Coelura och familjen Uraniidae. Inga underarter finns listade i Catalogue of Life.